# Энергетика Южной Кореи

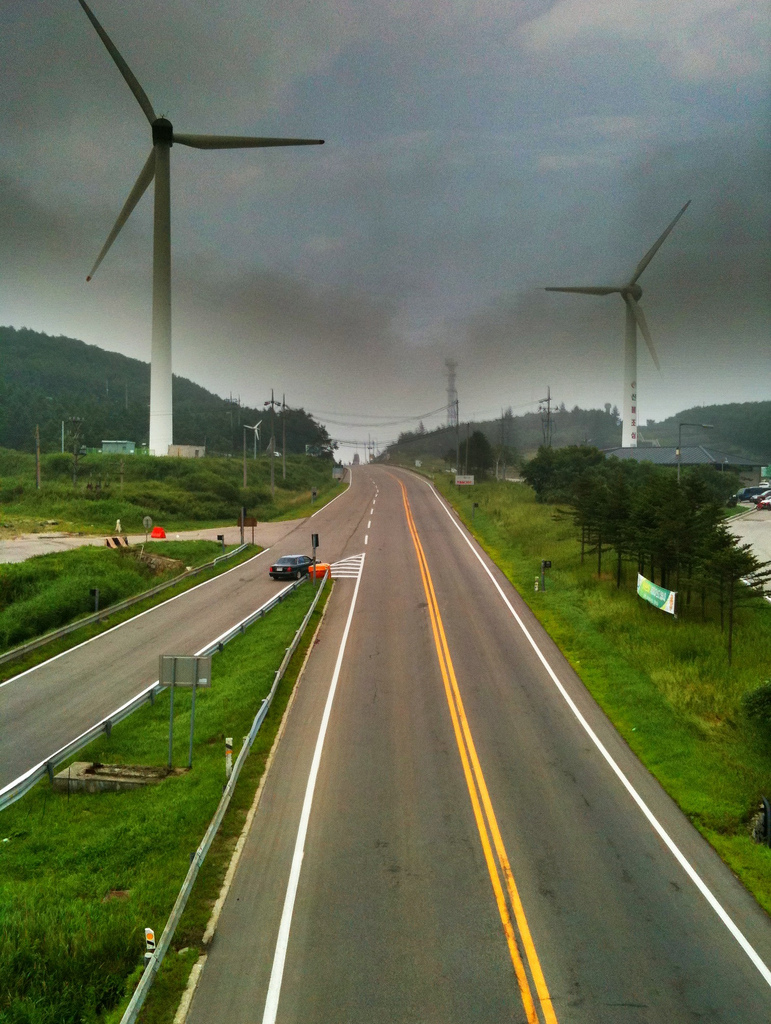
Ветряная электростанция Ёнпхён

Южная Корея является крупным импортером энергоносителей, закупая за рубежом почти всю потребляемую нефть. Это второй в мире импортёр сжиженного природного газа. Электроэнергия в стране производится в основном за счет традиционной тепловой энергетики, на которую приходится более двух третей производства, и за счет ядерной энергетики.
Среди производителей энергии преобладают государственные предприятия, хотя также существуют частные угольные шахты и нефтеперерабатывающие заводы. Национальное собрание приняло широкую программу реструктуризации электроэнергетического сектора в 2000 году, но процесс реструктуризации был остановлен на фоне политических разногласий в 2004 году и остается предметом интенсивных политических дебатов.
Южная Корея не имеет доказанных запасов нефти. Разведка до 1980-х годов в Желтом море и на континентальном шельфе между Кореей и Японией не обнаружила нефти в открытом море. Уголь в стране имеется в недостаточном количестве и невысокого качества. Потенциал гидроэнергетики ограничен из-за сильных сезонных колебаний погоды и концентрации большей части осадков летом. В 2017 году президент Южной Кореи Мун Чжэ Ин пообещал положить конец зависимости страны от угля, а также заявил, что страна откажется от ядерной энергетики. В июне он сделал важный шаг в этом направлении, заявив, что его страна не будет пытаться продлить срок эксплуатации своих атомных станций, закроет существующие и не будет строить новые угольные станции.

## Обзор
Конечное потребление энергии с разбивкой по источникам (2010 г.) в млн т нефтяного эквивалента (Мтнэ):
- Уголь: 27,6 Мтнэ (14,2%);
- Нефть: 100,5 Мтнэ (51,6%);
- СПГ: 21,9 Мтнэ (11,3%);
- Электроэнергия: 37,3 Мтнэ (19,2%);
- Тепло: 1,7 Мтнэ (0,9%);
- Возобновляемая энергия: 5,8 Мтнэ (3%);

| | Capita  | Первичная энергия | Произ-водство | Импорт | Электри-чество | Выбросы CO2 |
| | Миллион | ТВт·ч             | ТВт·ч         | ТВт·ч  | ТВт·ч          | Мт          |
| --- | ------- | ----------------- | ------------- | ------ | -------------- | ----------- |
| 2004 г. | 48,08   | 2 478             | 442           | 2140   | 355            | 462         |
| 2007 г. | 48,46   | 2,584             | 494           | 2,213  | 412            | 489         |
| 2008 г. | 48,61   | 2639              | 520           | 2,269  | 430            | 501         |
| 2009 г. | 48,75   | 2,665             | 515           | 2 304  | 438            | 515         |
| 2010 г. | 48,88   | 2 908             | 522           | 2,571  | 481            | 563         |
| 2012 г. | 49,78   | 3029              | 546           | 2 644  | 506            | 588         |
| 2012R | 50.00   | 3064              | 538           | 2 659  | 517            | 593         |
| 2013 | 50,22   | 3068              | 507           | 2 723  | 524            | 572         |
| Изменение 2004-10 | 1,7%    | 17,3%             | 18,1%         | 20,1%  | 35,5%          | 21,9%       |
| Мтнэ = 11,63 ТВтч. Первичная энергия включает потери энергии, которые составляют 2/3 для ядерной энергетики 2012R = критерии расчета CO2 изменены, числа обновлены |         |                   |               |        |                |             |

## Электроэнергия

### История
Корейская электроэнергетическая корпорация (KEPCO) обеспечивала электричеством страну. Когда в 1961 году была основана предшественница KEPCO, компания KECO, годовая выработка электроэнергии составляла 1770 ГВт·ч. В 1987 году производство достигло 73 992 ГВт·ч. В том году на бытовые потребители приходилось 17,9% от общего объема производства, на общественные и обслуживающие предприятия — 16,2%, а на промышленный сектор — 65,9%. Источниками выработки электроэнергии были в основном атомная энергия, уголь, нефть и сжиженный природный газ. Из 54 885 ГВт·ч электроэнергии, произведенной в 1985 году, 22% приходилось на работавшие в то время атомные электростанции, 74% — на неядерные тепловые станции (нефтяные и угольные) и 4% — на гидроэлектростанции. В 1988 г. было предсказано, что к 2000 г. структура генерации будет составлять 10,2% гидроэлектроэнергии, 12,2% нефти, 22,9% угля, 10,2% СПГ и 44,5% атомной энергии.

### Статистика
| Источник | 2008 г.         | 2009 г.         | 2010 г.         | 2011 г.         |
| Тепловая | 264 747 (62,7%) | 278 400 (64,2%) | 315 608 (66,5%) | 324 354 (65,3%) |
| Ядерная  | 150 958 (35,7%) | 147 771 (34,1%) | 148 596 (31,3%) | 154 723 (31,1%) |
| Гидро    | 5 561 (1,3%)    | 5641 (1,3%)     | 6472 (1,4%)     | 7831 (1,6%)     |
| Другие   | 1090 (0,3%)     | 1791 (0,4%)     | 3984 (0,8%)     | 9 985 (2,0%)    |
| Всего    | 422 355         | 433 604         | 474 660         | 496 893         |

#### Тепловой
- KEPCO (한국 전력 공사) контролирует 5 региональных генерирующих компаний, которые продают через KPX в сеть:
- Корея Восток-Запад Power (한국 동서 발전 ㈜)
- Корея Midland Power (한국 중부 발전 ㈜)
- Юго-Восточная держава Кореи (한국 남동 발전 ㈜)
- Южная Корея (한국 남부 발전 ㈜)
- Корея Western Power (한국 서부 발전 ㈜)

KOGAS (한국 가스 공사) выступает в качестве импортера СПГ для генераторов.

#### Когенерация и паровое отопление
- Корейская корпорация централизованного теплоснабжения (KDHC, 한국 지역 난방 공사 ㈜) поставляет пар и ТЭЦ в район Сеула и Тэгу. GS Power и SH Corp - местные поставщики. KDHC — крупнейшая в мире компания централизованного теплоснабжения.

#### Атомная энергия
Южная Корея уделяла большое внимание производству ядерной энергии . Первая в стране атомная электростанция Кори, расположенная недалеко от Пусана, открылась в 1977 году. Восемь станций работали в 1987 году, когда производство атомной энергии оценивалось в 71 158 млн кВт, или 53,1% от общей электроэнергии.

#### Возобновляемая энергетика

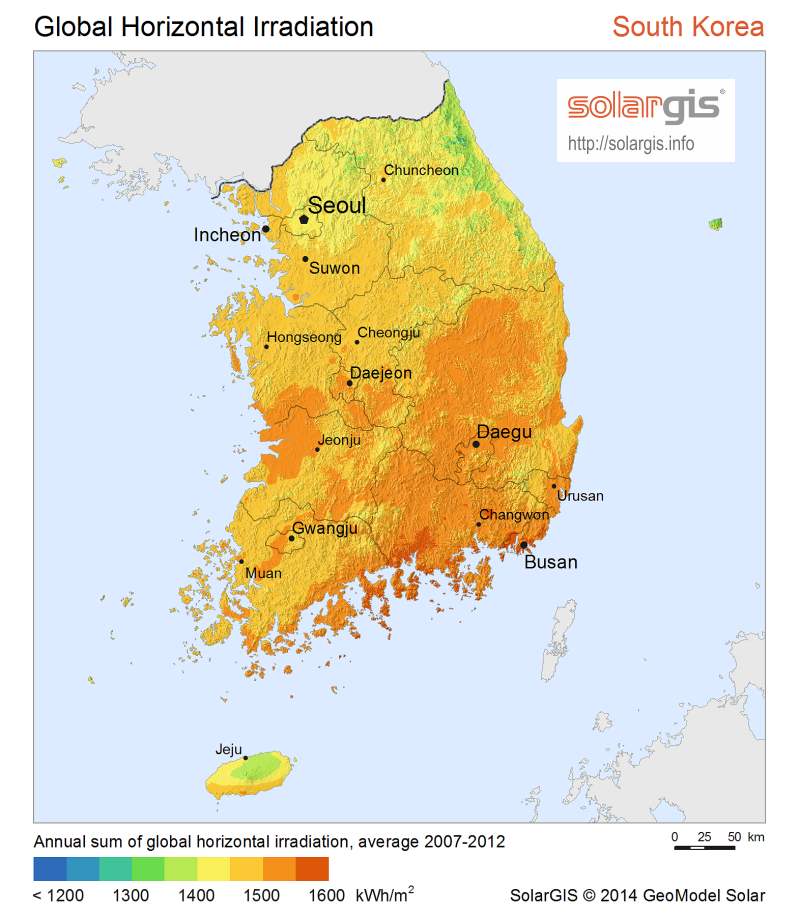
Карта солнечного потенциала

Принятое в июле 2008 года решение правительства об увеличении инвестиций в возобновляемые источники энергии с целью уменьшения зависимости от импорта нефти из-за рубежа может послужить стимулом для реализации планов конгломератов в области солнечной энергетики. Министерство знаний и экономики заявило, что в 2008 году страна намерена потратить 194,4 млрд вон ($193 млн) на технологии и проекты, включая солнечную энергию, ветер и биотопливо 
Южная Корея является быстрорастущим гигаваттным рынком фотоэлектрической энергии. В 2014 году страна вошла в десятку ведущих стран по вводу в строй фотоэлектрических систем. 
Гидростанции также входят в состав Korea Hydro & Nuclear Power Ltd. (한국 수력 원자력 ㈜). 

### Хранение
В декабре 2017 года Hyundai Electric объявила о плане строительства сетевой аккумуляторной батареи мощностью 150 МВт недалеко от Ульсана для компании Korea Zinc .

## Глобальное потепление
По данным Информационного аналитического центра по двуокиси углерода CDIAC, Южная Корея входит в первую десятку, а именно девятое место по выбросам углекислого газа в период 1950–2005 годов. США (25%), Китай (10%) и Россия (8%) - страны с самыми высокими выбросами углекислого газа с 1950 по 2005 год.